# 김덕중 (1936년)
김덕중은 대한민국의 군인이다.

## 기본 정보
- 제주도 한경면 판포리 2700번지 출생.
- 신창초에 졸업했다.
- 오현중, 오현고(2회)에 졸업했다. 육군사관학교 16기, 육군준장예편, 삼성전자 상임고문역
- 9전차대대장
- 수도기계화사단 연대장
- 2기갑여단장
- 국방부 전차사업단장
- 7군단 부군단장
- 보국훈장 삼일장, 미국훈장 Regend of Merit 에 수여했다.
- 베트남전에 출전했었다.